# Thézac (Charente-Maritime)
Thézac is een gemeente in het Franse departement Charente-Maritime (regio Nouvelle-Aquitaine) en telt 332 inwoners (2005). De plaats maakt deel uit van het arrondissement Saintes.

## Geografie
De oppervlakte van Thézac bedraagt 12,6 km², de bevolkingsdichtheid is 26,3 inwoners per km².
De onderstaande kaart toont de ligging van Thézac (Charente-Maritime) met de belangrijkste infrastructuur en aangrenzende gemeenten.

## Demografie
Onderstaande figuur toont het verloop van het inwonertal (bron: INSEE-tellingen).